# Un prince pas très charmant
Pour plus de détails, voir Fiche technique et Distribution.
Un prince pas très charmant (Fixing Pete) est un téléfilm américain diffusé le 7 janvier 2012 sur Hallmark Channel et en France le 10 novembre 2011 sur M6.

## Synopsis
Ashley est une journaliste qui relooke des personnes pour une émission de télévision. Sa patronne lui propose un nouveau poste dans l'entreprise à condition qu'elle relooke Pete, un journaliste sportif qui est grossier, gueulard et sexiste.

## Fiche technique
- Titre original : Fixing Pete
- Réalisation : Michael Grossman
- Scénario : Larry Kase et Joel Ronkin
- Pays d'origine :  États-Unis
- Langue originale : anglais

## Distribution
- Brooke Burns (VF : Dominique Westberg) : Ashley
- Dylan Bruno (VF : Nessym Guetat) : Pete
- Valerie Harper (VF : Cathy Cerda) : Mme Friedlander
- John Ratzenberger : Clayton
- Charlie Schlatter : Marty
- Brian McGovern (VF : Guillaume Lebon) : Christopher
- Stacy Keibler (VF : Marie Zidi) : Mandy
- Vince Grant : Vincent
- Darby Stanchfield (VF : Véronique Borgias) : Cynthia
- Freedom Bridgewater : Jim
- Jeff Bowser : Skeet
- Eva Fisher : la régisseuse de plateau
- Becky Wu : Lisa
- Mercedes Colon : Taryn
- Mackenzie Mason (VF : Sabeline Amaury) : Naomi

 Source et légende : version française (VF) sur RS Doublage et selon le carton de doublage télévisuel.